# Abd Allah ibn al-Zoebair

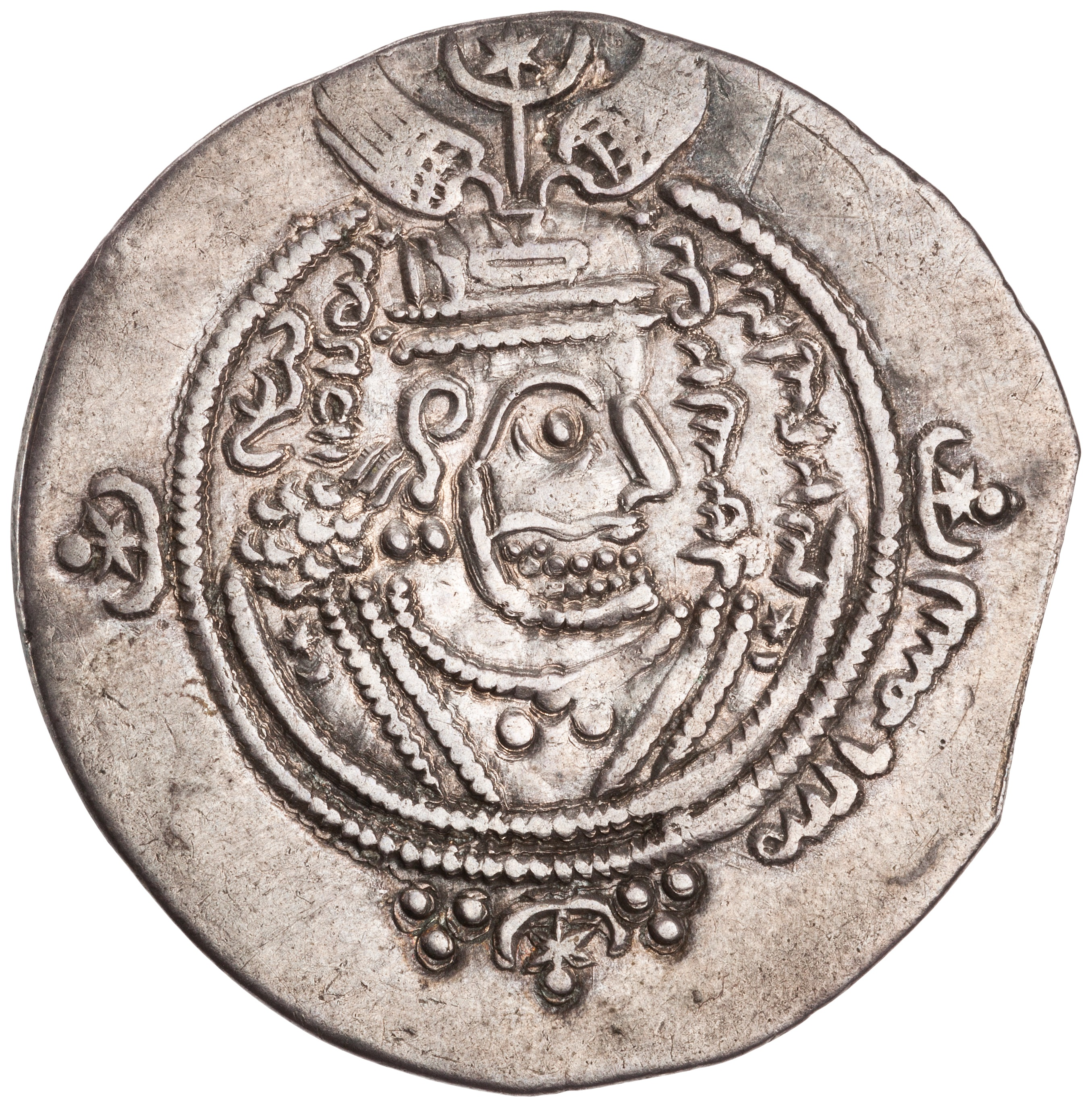
Zilveren dirham ca.690

Abd Allah ibn al-Zoebair (624-692) was de zoon van Zubayr ibn al-Awwam, een van de metgezellen van de profeet Mohammed en Asma bint Aboe Bakr, dochter van Aboe Bakr, de eerste kalief van de moslimgemeenschap. Hij riep zichzelf uit als kalief in 683.

## Tegenkandidaat
Hij was geen aanhanger van noch Ali, noch van Moe'awija I tijdens de Eerste Fitna (Arabische burgeroorlog) (656-661). Na de Slag bij Karbala (680) waren de Aliden (aanhangers van Ali) zo goed als uitgeschakeld, dit maakte de weg vrij om een stap naar voor te zetten. al-Zoebair had de steun van de Ansaar, zijn thuisbasis was Hidjaz, waar de steden Mekka en Medina zich bevinden. De thuisbasis van de Ommajjaden was Damascus in Syrië. Kalief Yazid I stuurde een leger op hem af. Tijdens de belegering van Mekka (683) werd de Ka'aba beschadigd. In datzelfde jaar stierf Yazid en riep al-Zoebair zichzelf uit tot kalief, het begin van de Tweede Fitna. Al-Zoebair liet de Ka'aba herstellen.
De Omajjaden hadden de pech dat de opvolgers van Yazid niet lang leefden, er zou een pestepidemie het land teisteren. Begin 685 had al-Zoebair het zuidelijk deel van het Arabische Rijk in handen. Het tij keerde toen Abd al-Malik aan de macht kwam, Egypte zich afscheurde en de Kharidjieten hem lieten vallen.
In 691 had Abd al-Malik, Mesopotamië heroverd en kon hij zijn pijlen op al-Zoebair richten. Na een belegering van zes maanden van Mekka waarbij de Ka'aba in 692 weer beschadigd werd en daarbij ook de Zwarte Steen sneuvelde al-Zoebair op het slagveld en kwam er einde aan de burgeroorlog. In 694-695 werd de Ka'aba herbouwd.